# Egomania
Egomania é a preocupação obsessiva com a si mesmo e se aplica a alguém que segue seus próprios impulsos não governados e é possuído por delírios de grandeza pessoal e sente falta de apreciação. Alguém que sofre desse foco egocêntrico extremo é um " egomaníaco". A condição é psicologicamente anormal.
O termo "egomania" é freqüentemente usado por leigos de maneira pejorativa para descrever um indivíduo que é intolerável e auto-centrado. A condição clínica que mais se assemelha à concepção popular da egomania é o Transtorno de personalidade narcisista.:217

## Nordau e modernismo
A egomania foi trazida à proeminência polêmica no final do século 19 por Max Nordau, o primeiro crítico que percebeu a centralidade do conceito de egoísmo para a compreensão do Modernismo [com] sua coleção de ataques à ideologia da "egomania". Nordau distinguiu o egoísmo - como "uma falta de amabilidade ... O egoísta é capaz de cuidar da vida" - do ego-maníaco... que não vê as coisas como estão, não entende o mundo , E não pode assumir uma atitude correta em relação a ele".
O ataque de Nordau foi dirigido ao Avant-garde do fin de siècle. 'Seu objetivo é descrever os "gênios" como criminosos e loucos..."culte de moi"'.:29

## Empreendedores e celebridades
Mais de um século depois, o termo reapareceu com um brilho positivo para marcar a busca pós-moderna de sucesso e celebridade. 'Autoconfiança é a chave para todo o sucesso ... Alguns caracterizam Trump como egomaníaco...Ross Perot tem uma propensão similar para egomania'.
Em contrapartida, o reticente é rotulado negativamente: "pode ser uma forma de egomania... se você não está disposto a ter uma chance".

## Alcoolismo
A egomania também foi associada ao alcoolismo. "Egomania leva muitos jovens alcoólatras ... o alcoolismo - criou a egomania". Um alcoólatra em recuperação pode muito bem olhar para o passado como "a terra de auto-aversão, egomania e decadência".
O perigo com o egomaníaco é sempre que "sob a aparente super-confiança e a bravura está uma personalidade frágil", impulsionada por "grandiosas fantasias de sucesso ou poder ilimitado ou amor perfeito que não pode ser preenchido".:217